# Mohamed Abu Al-Quasim al-Zwai
Mohamed Abu Al-Quasim al-Zwai foi o último secretário-geral Congresso Geral do Povo da Líbia e, portanto, chefe nominal do país de Estado da Líbia a partir de 2010 até 2011. Ele substituiu Imbarek Shamekh. A partir de 8 de setembro de 2011, ele está sob custódia das forças do CNT.